# Osvobozenecká armáda jihu
Osvobozenecká armáda jihu (španělsky Ejército Libertador del Sur) byla armáda vytvořená a vedenou Emilianem Zapatou. Svoji roli sehrála během Mexické revoluce. Její členové bývají označováni jako Zapatisté.
Zapatisté se zformovali v roce 1910 v jihomexickém státě Morelos. Původně byla jejich hlavním požadavkem pozemková reforma, ale později se z nich stala jedna z nejvýznamnějších složek celé Mexické revoluce.
V roce 1911, poté, co byl svrhnut dosavadní prezident Porfirio Díaz a na jeho místo nastoupil Francisco Madero, byl jejich boj na čas zastaven. Ale vzhledem k tomu, že ani nový režim nepodnikl kroky ve věci pozemkových reforem, Zapatisté se znovu zformovali proti němu. Boje pokračovaly i proti dalším prezidentům, Victoriano Huerta a Venustiano Carranza. Konec nastal až v roce 1919, kdy byl zavražděn Zapata, načež následoval postupný rozpad armády.
Zapatisté byly převážně chudí rolníci, jejichž hlavním zdrojem obživy bylo zemědělství. Proto také se Zapatističtí vojáci, po několika měsících válčení, vracívali domů obdělávat půdu.
Struktura Zapatistické armády byla velice volná a systém hodností byl touto volností omezen. Zapatisté se sjednotili především díky charismatickému vůdci Zapatovi. Jinak byli rozděleni do malých nezávislých jednotek, jenž zřídka čítaly více než sto mužů. Každá z nich byla vedena jedním velitelem (jefe). Tyto jednotky trávily většinu času odděleně od ostatních skupin. Důstojnická hodnost byla eventuálně udělena při koordinováni těchto skupin. Velitel skupiny větší než padesát mužů byl označen jako generál. Menší skupiny byly vedeny plukovníky a kapitány. Ne všichni kapitáni byli oficiálně jmenováni, což znamenalo potkat se se Zapatou či jiným vysloužilým Zapatistou, mnoho jich bylo jmenováno do funkce kapitána členy skupiny. Hodnost poddůstojníka byla zavedena až v pozdějších fázích revoluce, když se objevila snaha vytvořit více disciplinované vojsko.
Jedním ze Zapatových slavných výroků bylo: "al ratero perdono pero al traidor jamas"; "lupiči odpustit dokážu, ale zrádci nikdy".